# Vsevolod Bobrov
Pour les articles homonymes, voir Bobrov (homonymie).
Vsevolod Mikhaïlovitch Bobrov (en russe : Всеволод Михайлович Бобров) (né le 1er décembre 1922 à Morchansk, dans l'oblast de Tambov, et mort le 1er juillet 1979 à Moscou) est un athlète soviétique, ayant excellé aussi bien au football qu'au hockey sur glace. Il fut également entraîneur dans les deux sports. 
Il était membre du Parti communiste de l'Union soviétique depuis 1952. 
Il fait partie du club Grigory Fedotov qui réunit les joueurs soviétiques et russes ayant inscrit plus de 100 buts dans leur carrière dans le championnat soviétique.

## Bobrov, footballeur

### Statistiques
| Saison                | Club                  | Championnat           | Championnat | Championnat | Coupe(s) nationale(s) | Coupe(s) nationale(s) | Total | Total |
| Saison                | Club                  | Division              | M.          | B.          | M.                    | B.                    | M.    | B.    |
| 1945                  | CSKA Moscou           | D1                    | 21          | 24          | 5                     | 6                     | 26    | 30    |
| 1946                  | CSKA Moscou           | D1                    | 8           | 8           | 2                     | 1                     | 10    | 9     |
| 1947                  | CSKA Moscou           | D1                    | 19          | 14          | 4                     | 4                     | 23    | 18    |
| 1948                  | CSKA Moscou           | D1                    | 17          | 23          | 6                     | 5                     | 23    | 28    |
| 1949                  | CSKA Moscou           | D1                    | 14          | 11          | 3                     | 2                     | 17    | 13    |
| Sous-total            | Sous-total            | Sous-total            | 79          | 80          | 20                    | 18                    | 99    | 98    |
| 1950                  | VVS Moscou            | D1                    | 14          | 7           | -                     | -                     | 14    | 7     |
| 1951                  | VVS Moscou            | D1                    | 9           | 5           | 1                     | 2                     | 10    | 7     |
| 1952                  | VVS Moscou            | D1                    | 9           | 2           | 2                     | 2                     | 11    | 4     |
| Sous-total            | Sous-total            | Sous-total            | 32          | 14          | 3                     | 4                     | 35    | 18    |
| 1953                  | Spartak Moscou        | D1                    | 4           | 3           | -                     | -                     | 4     | 3     |
| Total sur la carrière | Total sur la carrière | Total sur la carrière | 115         | 97          | 23                    | 22                    | 138   | 119   |

### Carrière

#### De joueur
- 1945 - 1949 : CSKA Moscou (Union soviétique (Russie))
- 1950 - 1952 : VVS Moscou (Union soviétique (Russie))
- 1953 : Spartak Moscou (Union soviétique (Russie))

#### D'entraîneur
- 1952 : VVS Moscou (Union soviétique (Russie))
- 1967-1969 : CSKA Moscou (Union soviétique (Russie))
- 1975 : FC Kairat Almaty (Union soviétique (Kazakhstan))
- 1977-1978 : CSKA Moscou (Union soviétique (Russie))

### Palmarès

#### De joueur
En sélection
- International olympique soviétique (3 sél., 5 buts) en 1952.

En club
- Champion d'URSS : 1946, 1947, 1948 (CDKA Moscou) et 1953 (Spartak Moscou)
- Vainqueur de la Coupe d'URSS : 1945 et 1948 (CDKA Moscou)
- Meilleur buteur du Championnat d'URSS en 1945 (24 buts), 1947 (14 buts)

## Bobrov, joueur de hockey

### Carrière
Bobrov est le premier capitaine de l'Équipe de l'URSS de hockey sur glace. Il a marqué 254 but en seulement 130 matchs dans le championnat d'URSS de hockey sur glace. Il a été nommé meilleur attaquant aux championnats du monde de 1954. Il a ensuite terminer au premier rang des pointeurs des Jeux olympiques d'hiver de 1956.
Après sa carrière de joueur, Bobrov fut aussi entraîneur de l'équipe soviétique. Il a remporté les championnats du monde comme entraîneur en 1973 et 1974. De plus, il fut l'entraîneur des soviétiques lors de la Série du siècle 1972.

#### De joueur
- 1946 - 1949 : CDKA Moscou (Ligue soviétique)
- 1949 - 1953 : VVS Moscou (Ligue soviétique)
- 1953 - 1957 : CDSA Moscou (Union Soviétique (Russie))

#### D'entraîneur
- 1951 - 1952 : VVS Moscou (Union soviétique (Russie))
- 1964 - 1967 : Spartak Moscou (Union soviétique (Russie))
- 1972 : Union soviétique (Série du siècle)
- 1972, 1974, 1975 : Union soviétique  (Championnat du monde)

### Palmarès

#### De joueur
En club
- Champion d'URSS : 1948, 1949, 1955, 1956 (CSKA Moscou), 1951 et 1952 (VVS Moscou)

En sélection
- Champion du monde : 1954 et 1956 (Union soviétique)
- Champion d'Europe : 1954 et 1956 (Union Soviétique)
- Champion olympique : 1956 (Union soviétique)
- Vice-champion du monde : 1955 et 1957 (Union soviétique)

Marqua 89 buts en 59 matches avec l'équipe nationale d'URSS

#### D'entraîneur
- Champion d'URSS : 1967 (Spartak Moscou)
- Champion du monde : 1974 et 1975 (Union soviétique)

## Distinctions personnelles
- Membre du Club Grigory Fedotov (liste des footballeurs soviétiques ou russes ayant marqué plus de 100 buts dans leur carrière) : 124 buts.
- Intronisé au Temple de la renommée l'IIHF dès sa création, en 1997, avec 29 autres anciens joueurs et entraîneurs.
- Intronisé au Temple de la renommée du hockey russe en 2004.

## Éponymie
Sont nommés d'après lui :
- Vsevolod Bobrov (ru), un navire auxiliaire logistique multifonctionnel russe.
- l'astéroïde (18321) Bobrov.